# Maksim Lvovič Koncevič
Maksim Lvovič Koncevič (rusko Макси́м Льво́вич Конце́вич), ruski matematik, * 25. avgust 1964, Himki, Sovjetska zveza (sedaj Rusija).
Koncevič se pri znanstvenem delu osredotoča predvsem na geometrični del matematične fizike.
1. ↑  MacTutor History of Mathematics archive — 1994.
2. ↑  http://www.ae-info.org/ae/User/Kontsevich_Maxim